# Weißwangenklammeraffe

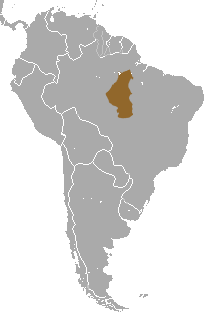
Verbreitungsgebiet

Der Weißwangenklammeraffe (Ateles marginatus) ist eine in Südamerika lebende Primatenart aus der Familie der Klammerschwanzaffen (Atelidae).

## Merkmale
Das Fell des Weißwangenklammeraffen ist fast durchwegs schwarz, an den Wangen und auf der Stirn befinden sich weiße Zeichnungen. Die unbehaarten Gesichtsteile um die Augen und die Schnauze sind rötlich gefärbt, wodurch sich eine auffallende Maskenzeichnung ergibt. Der Körperbau dieser Tiere ist wie bei allen Klammeraffen schlank, die Gliedmaßen sind lang und dünn. Die langen Hände sind hakenförmig, der Daumen fehlt. Der Schwanz, der länger als der Körper ist, ist als Greifschwanz ausgebildet, die Unterseite ist am hinteren Ende unbehaart.

## Verbreitung und Lebensraum
Weißwangenklammeraffen kommen nur im nördlichen Brasilien vor. Ihr relativ kleines Verbreitungsgebiet wird im Norden vom Amazonas, im Westen vom Rio Tapajós und im Osten vom Rio Xingu beschränkt. Ihr Lebensraum sind Tiefland-Regenwälder.

## Lebensweise
Über die Lebensweise des Weißwangenklammeraffen ist wenig bekannt, vermutlich stimmt sie mit der der übrigen Klammeraffen überein. Demzufolge sind sie tagaktive Baumbewohner, die sich häufig in der oberen Kronenschicht aufhalten. Sie bewegen sich vierbeinig oder schwinghangelnd durch das Geäst und sind dabei schnell und geschickt, sie setzen den Greifschwanz bei der Fortbewegung als fünfte Gliedmaße ein. Sie leben in Gruppen, die sich bei der täglichen Nahrungssuche in kleinere Untergruppen aufspalten. Ihre Nahrung besteht vorwiegend aus Früchten, in geringem Ausmaß nehmen sie auch andere Pflanzenteile zu sich.

## Gefährdung
Hauptbedrohungen für den Weißwangenklammeraffen sind die Zerstörung ihres Lebensraums und die Bejagung wegen ihres Fleisches. In den letzten 45 Jahren ist die Gesamtpopulation um mehr als 50 % zurückgegangen, die IUCN listet die Art deshalb als „stark gefährdet“ (endangered).